# Myrkur
Myrkur (isländisch Dunkelheit) ist ein Projekt der dänischen Musikerin Amalie Bruun, welches Einflüsse des Black Metals mit skandinavischer Folklore mischt.

## Geschichte
Die Ex-Cops-Sängerin und Multiinstrumentalistin Bruun gründete das Projekt 2013 und trat im Line-up selbst nur als Myrkur auf, während sie ihre Identität und die der Mitmusiker geheim hielt. 2014 veröffentlichte sie über Relapse Records ihre erste EP Myrkur, für die sie die Gitarren- und Bassparts selber einspielte. 2015 folgte das erste Album M, welches überwiegend positive Kritiken bekam. Produziert wurde das Album von Kristoffer Rygg. Nach der Veröffentlichung eines unplugged Livealbums 2016 nahm Myrkur 2017 ihr zweites Studioalbum Mareridt auf. Ihr Longplayer Folkesange folgte 2020 und positionierte sich in den Top 20 der Deutschen Albencharts. Alle Veröffentlichungen in dieser Zeit liefen über das Label Relapse Records.

## Stil
Myrkur entwickelte sich stilistisch flexibel. Auf dem ersten Album dominierten Black-Metal-Elemente, welche mit Blackgaze durchsetzt waren. Trotz allem hatte auch auf dem Debütalbum Amalies Sinn für Klargesang und aufwändige Harmonien einen Platz. Diese Mischung wurde auf dem Folgealbum Mareridt fortgesetzt, auf welchem auch ein harter instrumentaler Background oft mit sehr harmonischem und mehrstimmigem Klargesang unterlegt wurde. Insgesamt reduzierte sie auf Mareridt den für Black Metal typischen Schrei- und Krächzgesang. Eine Besonderheit in der musikalischen Entwicklung Myrkurs stellt das Album Mausoleum dar. Diese Scheibe wurde in einer Krypta aufgenommen und beinhaltet vornehmlich die Black-Metal-Songs des Debütalbums, allerdings in reduzierter A-cappella-Version beziehungsweise mit minimaler Begleitung von Akustikinstrumenten. Unterstützt wurde Amalie durch Mitglieder des Norwegian Girls Choir. Dieses Album stand im starken Kontrast zur Härte des Debüts und einiger späterer Songs.
Gleichzeitig war Mausoleum ein Vorzeichen für Amalies Liebe zu ausgefeilten und harmonischen Arrangements mit starkem skandinavischen Folk-Einfluss. Während sie diesen Stil auf Mareridt im Wechsel zu den Black-Metal-Einflüssen hinzumischte, bestand Folkesange ausschließlich aus ruhigen, akustischen Titeln, die unter dem Einfluss skandinavischer Volksweisen entstanden. Beteiligt an dieser Produktion waren Mitglieder von Heilung. Ausschlaggebend für dieses Album war nach den Worten Amalies die Beschäftigung mit der ursprünglichen Musik ihrer nordischen Heimat. Als sie dann ein altes Volkslied mit der Nyckelharpa begleitete und dies als Video teilte, reifte in ihr der Entschluss, ein Album in diesem Stil aufzunehmen. Die Produktion des Albums erfolgte unmittelbar nach der Geburt ihres ersten Kindes.

## Trivia und Kontroversen
Als Myrkur gegründet wurde, schlug ihr aus der Black-Metal-Szene Misstrauen bis Hass entgegen. Ihr wurde nach Aufdeckung der Identität vorgeworfen, nur ein Kunstprodukt zu sein. Obwohl Amalie Bruun in vielen Interviews trotz ihrer ersten Gehversuche im Indie Pop angab, persönlich schon länger den Black Metal neben anderen Genres zu lieben, lehnten sie radikale Teile der Szene aggressiv ab. Der Hass gegen Myrkur gipfelte in Todesdrohungen gegen die Musikerin und so starkem Mobbing, dass sie die Kontaktmöglichkeiten in sozialen Medien deaktivieren musste. Nach ihren eigenen Angaben kamen diese Drohungen vornehmlich von männlichen US-Amerikanern.
Im Mai 2016 gab Amalie Bruun ein Podcast-Interview bei Zombitrol, nach welchem ihr wegen isolierter Äußerungen Islamophobie vorgeworfen wurde. Amalie verwendete in Bezug auf Zuwanderer den Vergleich mit Eindringlingen (‚[...] what's invading Europe right now.‘). Im vollständigen Kontext stellt sich ihre Aussage allerdings differenzierter dar, da das Thema an dieser Stelle explizit die Unterdrückung von Frauen durch Religionen war und nicht ihre generelle Haltung zur islamischen Kultur. Und auf die Frage, ob in Dänemark nicht eher gemäßigte Muslime leben würden, antwortete sie:

“I don't know them, but I'm sure they exist. How many billions of muslims are there? But that's unfortunately not what's invading Europe right now. We don't see that, we don't see the beautiful, traditional, cultural side. At some point you have to stop defending the religion.”

## Diskografie

### Studioalben
| Jahr | Titel Musiklabel           | Höchstplatzierung, Gesamtwochen, AuszeichnungChartplatzierungen (Jahr, Titel, Musiklabel, Platzierungen, Wochen, Auszeichnungen, Anmerkungen) | Höchstplatzierung, Gesamtwochen, AuszeichnungChartplatzierungen (Jahr, Titel, Musiklabel, Platzierungen, Wochen, Auszeichnungen, Anmerkungen) | Höchstplatzierung, Gesamtwochen, AuszeichnungChartplatzierungen (Jahr, Titel, Musiklabel, Platzierungen, Wochen, Auszeichnungen, Anmerkungen) | Anmerkungen                              |
| Jahr | Titel Musiklabel           | DE | CH | UK | Anmerkungen                              |
| ---- | -------------------------- | --- | --- | --- | ---------------------------------------- |
| 2015 | M Relapse Records          | — | — | — | Erstveröffentlichung: 21. August 2015    |
| 2017 | Mareridt Relapse Records   | DE89 (1 Wo.)DE | — | UK91 (1 Wo.)UK | Erstveröffentlichung: 15. September 2017 |
| 2020 | Folkesange Relapse Records | DE20 (1 Wo.)DE | CH18 (1 Wo.)CH | — | Erstveröffentlichung: 20. März 2020      |
| 2023 | Spine Relapse Records      | — | — | — | Erstveröffentlichung: 20. Oktober 2023   |

### Livealben
- 2016: Mausoleum

### EPs
- 2014: Myrkur
- 2018: Juniper